# Ловренс Околі
Ловренс Околі (англ. Lawrence Okolie; 16 грудня 1992, Гекні, Лондон) — британський професійний боксер. Чемпіон Британської Співдружності за версією CBC (2018—2019), чемпіон Великої Британії за версією BBBofC (2018—2019), чемпіон Європи за версією EBU (2019) і чемпіон світу за версією WBO (2021—2023) в першій важкій вазі та чемпіон світу за версією WBC (2024) в бріджервейті.

## Аматорська кар'єра
Ловренс Околі почав займатися боксом лише в сімнадцять років, тому рідко з'являвся на міжнародних турнірах. Але у квітні 2016 року він несподівано для багатьох виграв європейський олімпійський кваліфікаційний турнір в Самсуні і отримав право на виступ на Олімпійських іграх 2016. На Олімпіаді переміг в першому бою Ігоря Якубовського (Польща) — 3-0, а в наступному бою програв Ерісланді Савону (Куба) — 0-3.

## Професіональна кар'єра
Після Олімпіади Околі перейшов до професійного боксу. Вже в восьмому бою 3 лютого 2018 року завоював вакантний титул континентального чемпіона за версією WBA в першій важкій вазі. 6 червня 2018 року додав титул чемпіона Британської Співдружності за версією CBC. Продовжуючи перемагати суперників, 2018 року Околі заволодів ще й титулом чемпіона Великої Британії за версією BBBofC.
26 жовтня 2019 року в бою проти до того непереможного бельгійця Івса Нгабу (20-0, 14КО) Ловренс Околі завоював титул чемпіона Європи за версією EBU і став обов'язковим претендентом на вакантний титул чемпіона світу за версією WBO. Бій за вакантний титул Околі мав провести проти Кшиштофа Гловацького (Польща) у березні 2020 року, але через пандемію коронавірусної хвороби поєдинок був перенесений на 12 грудня 2020 року. Бій за чемпіонський титул в грудні не відбувся — Гловацький захворів на ковід. Околі провів 12 грудня проміжний бій, подолавши нокаутом іншого непереможного поляка Нікодема Єжевського (19-0-1) і завоювавши вакантний титул інтернаціонального чемпіона за версією WBO.
20 березня 2021 року Ловренс Околі і Кшиштоф Гловацький зустрілися в Лондоні. Кшиштоф з першого раунду намагався зблизитися з британцем, але Околі, використовуючи перевагу в довжині рук, постійно зміщувався і відповідав джебом. У шостому раунді Околі вдався правий хук в щелепу Гловацькому, який звалив поляка, і хоч той зумів підвестися, але продовжувати бій був не в змозі. Околі став новим чемпіоном світу WBO.
25 вересня 2021 року провів перший захист титулу проти обов'язкового претендента чорногорця Ділана Прашовича і здобув дострокову перемогу технічним нокаутом у 3 раунді. В наступних двох захистах перемагав за очками. 27 травня 2023 року зустрівся в бою зі співвітчизником Крісом Біллемом-Смітом. В напруженому поєдинку Околі побував в нокдаунах по одному разу у 4-му, 10-му та 11-му раундах і рішенням рефері втратив одне очко за порушення правил в 5-му та 7-му. Результатом поєдинку стала перемога претендента рішенням більшості — 112-112, 116-107 і 115-108. Околі втратив звання чемпіона.
24 травня 2024 року в бою проти поляка Лукаша Рожанського завоював титул чемпіона світу за версією WBC в бріджервейті, від якого через кілька місяців відмовився через перехід до важкої категорії. В цей же час уклав угоду з британським промоутером Френком Ворреном.
7 грудня 2024 року завоював вакантний титул WBC Silver у важкій вазі. 19 липня 2025 року захистив цей титул в бою проти Кевіна Лерени (ПАР).

## Таблиця боїв
| 22 Перемоги (16 нокаутом, 6 за рішенням суддів), 1 Поразка (0 нокаутом, 1 за рішенням суддів) |        |                       |        |              |                 |                            | |
| Результат                                                                                     | Рекорд | Суперник              | Спосіб | Раунд, час   | Дата            | Місце проведення           | Примітки |
| Перемога                                                                                      | 22-1   | Кевін Лерена          | UD     | 10           | 19 липня 2025   | Вемблі, Лондон             | Захистив титул WBC Silver у важкій вазі.                                                                                |
| Перемога                                                                                      | 21-1   | Хуссейн Мухаммед      | KO     | 1 (10)       | 7 грудня 2024   | Вемблі, Лондон             | Завоював вакантний титул WBC Silver у важкій вазі.                                                                      |
| Перемога                                                                                      | 20-1   | Лукаш Рожанський      | KO     | 1 (12), 2:55 | 24 травня 2024  | G2A Arena, Ряшів           | Виграв титул чемпіона WBC у бріджервейті.                                                                               |
| Поразка                                                                                       | 19-1   | Кріс Біллем-Сміт      | MD     | 12           | 27 травня 2023  | Vitality Stadium, Борнмут  | Втратив титул чемпіона WBO у першій важкій вазі.                                                                        |
| Перемога                                                                                      | 19-0   | Девід Лайт            | UD     | 12           | 25 березня 2023 | Манчестер Арена, Манчестер | Захистив титул чемпіона WBO у першій важкій вазі.                                                                       |
| Перемога                                                                                      | 18-0   | Міхал Чеслак          | UD     | 12           | 27 лютого 2022  | О2 Арена, Лондон           | Захистив титул чемпіона WBO у першій важкій вазі.                                                                       |
| Перемога                                                                                      | 17-0   | Ділан Прашович        | KO     | 3 (12), 1:57 | 25 вересня 2021 | Тоттенгем Готспур, Лондон  | Захистив титул чемпіона WBO у першій важкій вазі.                                                                       |
| Перемога                                                                                      | 16-0   | Кшиштоф Гловацький    | TKO    | 6 (12), 0:46 | 20 березня 2021 | Вемблі Арена, Лондон       | Виграв вакантний титул чемпіона WBO у першій важкій вазі.                                                               |
| Перемога                                                                                      | 15-0   | Нікодем Єжевський     | TKO    | 2 (12), 1:45 | 12 грудня 2020  | Вемблі Арена, Лондон       | Виграв вакантний титул чемпіона WBO International у першій важкій вазі.                                                 |
| Перемога                                                                                      | 14-0   | Йвес Нгабу            | TKO    | 7 (12), 2:28 | 26 жовтня 2019  | О2 Арена, Лондон           | Виграв титул чемпіона Європи у першій важкій вазі.                                                                      |
| Перемога                                                                                      | 13-0   | Маріано Анхель Гудіно | TKO    | 7 (10), 2:59 | 20 липня 2019   | О2 Арена, Лондон           | Захистив титул чемпіона WBA Continental у першій важкій вазі.                                                           |
| Перемога                                                                                      | 12-0   | Ваді Камачо           | TKO    | 4 (12), 2:00 | 23 березня 2019 | Копер Бокс, Лондон         | Захистив титул чемпіона Британії у першій важкій вазі. Виграв титул чемпіона Співдружності у першій важкій вазі.        |
| Перемога                                                                                      | 11-0   | Тамаш Лоді            | TKO    | 3 (10), 1:13 | 2 лютого 2019   | О2 Арена, Лондон           | Захистив титул чемпіона WBA Continental у першій важкій вазі.                                                           |
| Перемога                                                                                      | 10-0   | Метті Аскін           | UD     | 12           | 22 вересня 2018 | Вемблі, Лондон             | Виграв титул чемпіона Британії у першій важкій вазі.                                                                    |
| Перемога                                                                                      | 9-0    | Люк Воткінс           | TKO    | 3 (12), 1:40 | 6 червня 2018   | York Hall, Лондон          | Захистив титул чемпіона WBA Continental у першій важкій вазі. Виграв титул чемпіона Співдружності у першій важкій вазі. |
| Перемога                                                                                      | 8-0    | Ісаак Чемберлейн      | UD     | 10           | 3 лютого 2018   | О2 Арена, Лондон           | Виграв вакантний титул чемпіона WBA Continental у першій важкій вазі.                                                   |
| Перемога                                                                                      | 7-0    | Антоніо Соуза         | TKO    | 2 (6), 1:04  | 13 грудня 2017  | York Hall, Лондон          | |
| Перемога                                                                                      | 6-0    | Адам Вілльямс         | TKO    | 3 (6), 2:30  | 28 жовтня 2017  | Мілленіум, Кардіфф         | |
| Перемога                                                                                      | 5-0    | Блес Мендуо           | UD     | 6            | 1 вересня 2017  | York Hall, Лондон          | |
| Перемога                                                                                      | 4-0    | Рассел Геншоу         | TKO    | 1 (6), 2:10  | 1 липня 2017    | О2 Арена, Лондон           | |
| Перемога                                                                                      | 3-0    | Рудольф Галешич       | TKO    | 1 (4), 1:10  | 27 травня 2017  | Бремолл Лейн, Шеффілд      | |
| Перемога                                                                                      | 2-0    | Лукаш Русієвіч        | TKO    | 1 (4), 2:36  | 15 квітня 2017  | OVO Hydro, Глазго          | |
| Перемога                                                                                      | 1-0    | Джофрі Кейв           | KO     | 1 (4), 0:20  | 25 березня 2017 | Манчестер Арена, Манчестер | |